# Nick Curran
Nick Curran (30 de septiembre de 1977 - 6 de octubre de 2012) fue un cantante y guitarrista de blues/rock & roll estadounidense. Se le ha comparado con T-Bone Walker, Little Richard, The Sonics, Doug Sahm, Misfits, y The Ramones.

## Carrera
Curran comenzó su carrera profesional a los diecinueve años, dejando Biddeford, Maine, para irse de gira con Ronnie Dawson, "The Blonde Bomber". Aunque Dawson era principalmente un músico de rockabilly, muchos fanáticos del blues y el punk apreciaron sus actuaciones. Le enseñó a Curran a no encasillarse. Curran realizó una gira por Texas con Kim Lenz, se mudó a Dallas para unirse a su banda de respaldo, los Jaguars, y se presentó en la grabación de Lenz, The One And Only. Curran se quedaría con los Jaguars durante dos años. También apareció en el CD de Lenz, It´s All True, y realizó una gira con ella en el verano de 2009.

## Muerte
En 2009, Curran fue diagnosticado de cáncer oral. En junio de 2010, se le diagnosticó estar libre de cáncer, pero en abril de 2011 el cáncer había regresado y se sometió a un tratamiento. Curran finalmente sucumbió a la enfermedad el 6 de octubre de 2012, a la edad de 35 años.

## Discografía
- 2000 - Fixin' Your Head
- 2001 - Nitelife Boogie
- 2003 - Doctor Velvet
- 2004 - Player!
- 2010 - Reform School Girl

Allmusic le dio cuatro estrellas por cada álbum.